# Worcester Art Museum

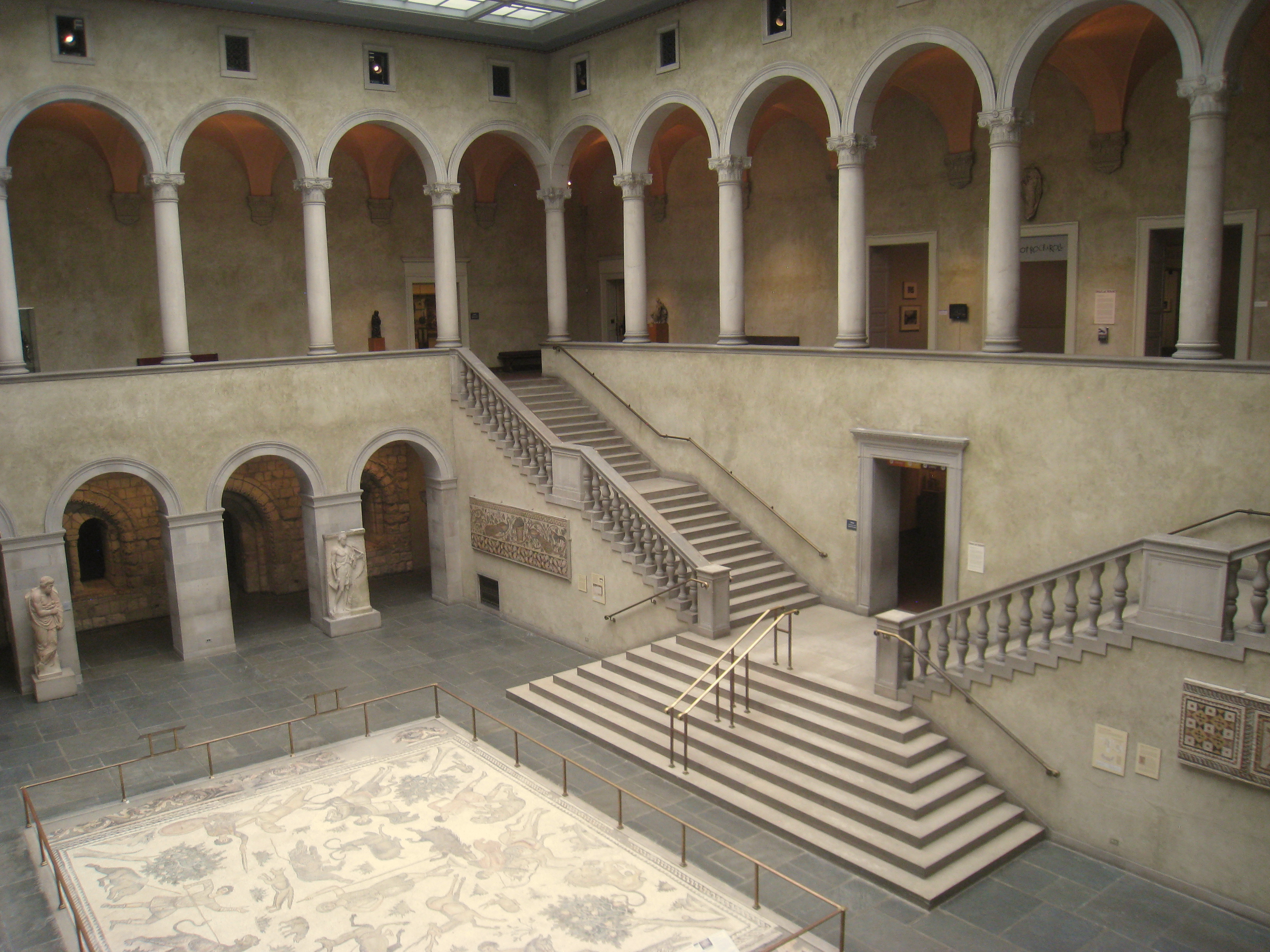
Innenansicht

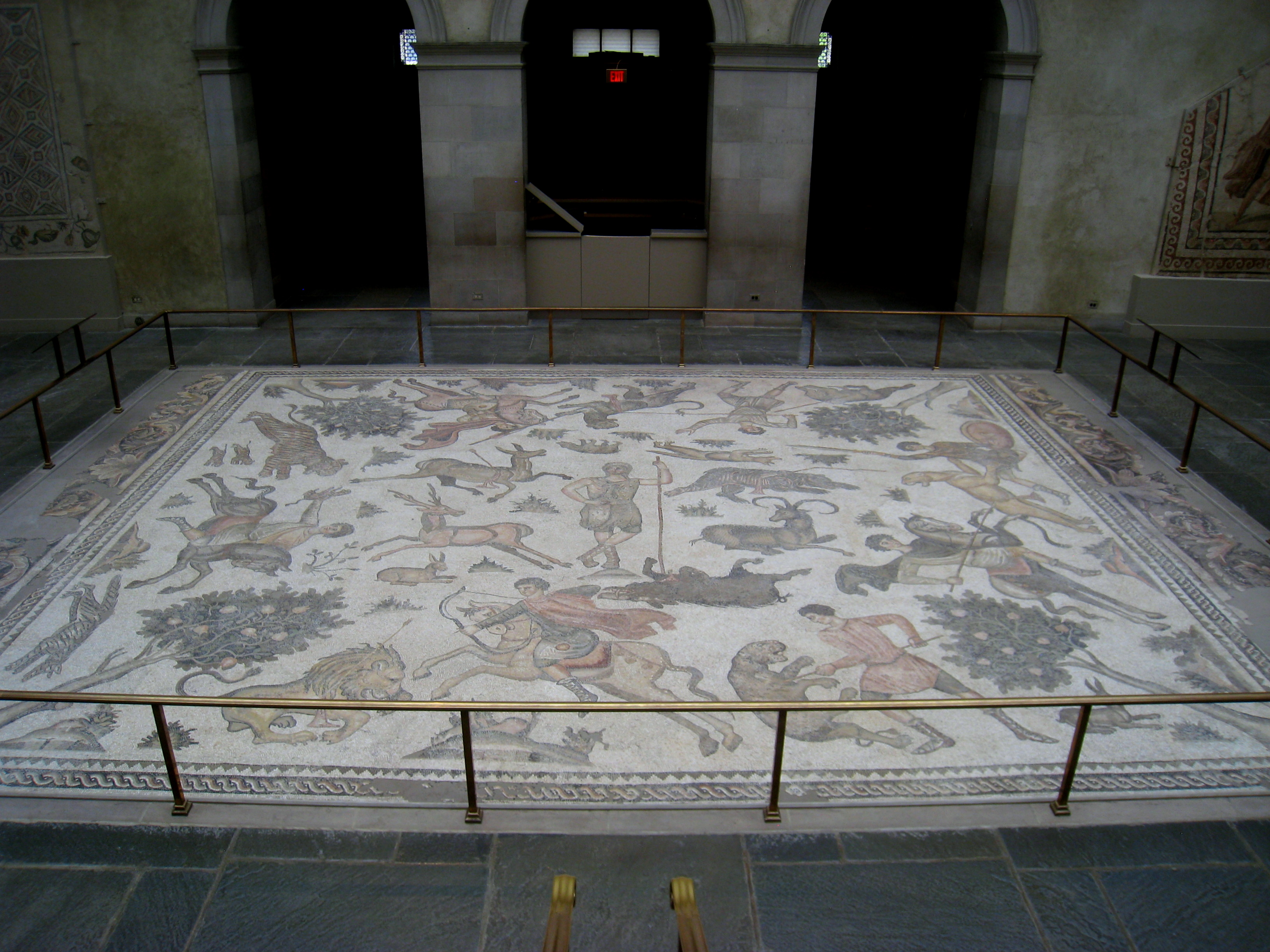
Jagdmosaik aus Antiochia

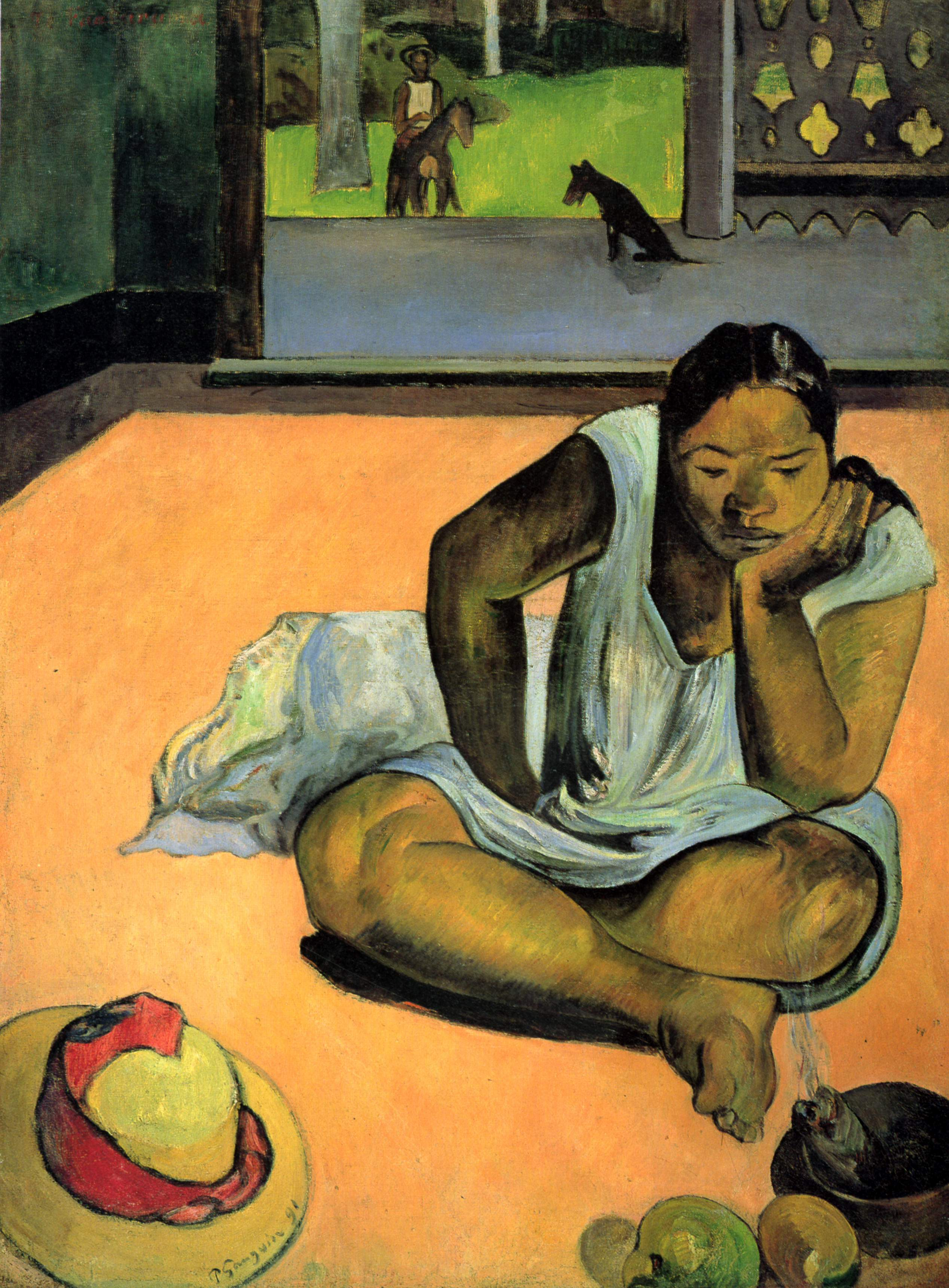
Paul Gauguin: Die grübelnde Frau, 1891

Das Worcester Art Museum ist ein Kunstmuseum in Worcester in Massachusetts.

## Geschichte
Das Museum wurde 1896 von dem Industriellen Stephen Salisbury III mit einer Gruppe weiterer Bürger gegründet und 1898 eröffnet. 1901 erhielt das Museum über 3000 japanische Druckgrafiken von John Chandler Bancroft. Mithilfe des ersten professionellen Direktors, Philip J. Gentner, gelang es, die Sammlung des Museums zu einer der angesehensten im ganzen Land zu machen.
Direktoren
- Philip J. Gentner (1908–1917)
- Raymond Henniker-Heaton (1918–1925)

- Francis Henry Taylor (1931–1940)
- Richard Stuart Teitz
- George Stout (1947–1954)
- Francis Henry Taylor (1954–1957)
- Daniel Catton Rich (1958–1970)

- Tom L. Freudenheim (1982–1986)
- James A. Welu (1986–2011)
- Matthias Waschek (seit 2011)

## Werke
Das Museum beherbergt heute über 35.000 Werke aus verschiedenen Epochen und Kulturen von der Antike bis zur Moderne.
Die Antikensammlung beherbergt mehrere römische Mosaike aus Antiochia.
Zu den berühmtesten Ausstellungsstücken der Gemäldesammlung gehören Werke von El Greco, Rembrandt van Rijn und Die grübelnde Frau (Te Faaturuma) von Paul Gauguin.